# Nokia 2310
De Nokia 2310 behoort tot Nokia's instapmodellen. Het toestel is voorzien van een FM-radio, verschillende functies voor het gemakkelijk beheren van sms'jes en een geïntegreerde handsfree speaker.